# Acanthocephaloides nicoli
Acanthocephaloides nicoli is een soort haakworm uit de familie Arhythmacanthidae. De wetenschappelijke naam van de soort werd voor het eerst geldig gepubliceerd in 1992 door Kumar als Yamagutisentis nicoli.